# Almamy Touré
Almamy Touré (Bamako, 28 de abril de 1996) é um futebolista profissional malinês que atua como Lateral-Direito.

## Carreira
Almamy Touré começou a carreira no Monaco.

## Títulos
Monaco
- Campeonato Francês: 2016–17